# Владимир Бидјовка
Владимир Анатољевич Бидјовка (рус. Владимир Анатольевич Бидёвка, укр. Володимир Анатолійович Бідьовка; Доњецк, 7. март 1981) проруски је политичар из Украјине и актуелни председник Народног савета Доњецке Народне Републике делимично признате државе Доњецке Народне Републике (ДНР) од 19. новембра 2018. године.
Пре почетка рата у Донбасу 2014. године био је посланик у Врховној ради Украјине као члан Комунистичке партије Украјине.

## Биографија
Рођен 7. марта 1981. године у граду Доњецк, Доњецка област, Украјинска ССР. Године 1999. завршио је средњу школу бр. 37 у Макејевки. Године 2003. дипломирао је на Историјском факултету Доњецког националног универзитета, смер политичке науке.
Ожењен, отац двоје деце.

## Политичка каријера
До 2014. године био је члан Комунистичке партије Украјине, из које је 2012. године предложен да буде посланик у Врховној ради. Био је на функцији заменика до 2014. године, избијањем војног сукоба у Донбасу, прекинуо је своје посланичке активности.
Дана 29. маја 2014. одржао је последњи говор у Врховној ради Украјине, где је поставио питање заменику министра одбране Украјине Михаилу Ковалу, указујући на терористичку природу дејстава украјинске војске против цивилног становништва у Доњецкој области.
Напустио је Кијев почетком јуна 2014. године, али је до краја 6. сазива парламента с његове картице настављено да се гласа за неке нацрте одлука Врховне раде Украјине, упркос његовом физичком одсуству у сали за састанке.
Бидјовка је током свог рада у украјинском парламенту бранио права радних људи Донбаса, залагао се за одржавање веза између Украјине и Руске Федерације (члан групе Врховне раде Украјине за међупарламентарне односе са Руском Федерацијом), против фашизма и национализма у Украјини, против вађења гаса из шкриљаца на територији Доњецке области и био против уласка Украјине у Европску унију и НАТО.
Од новембра 2014. године је члан Народног савета Доњецке Народне Републике,  заменик председника Комитета Народног већа за информациону политику и информационе технологије, председник Одбора Народног већа за уставно законодавство и изградњу државе.
За шест година рада у Народном савету Доњецке Народне Републике развио је више од 30 закона из области изградње државе, информационих технологија, образовања и науке.
Године 2018. поново је реизабран у парламент ДНР из партије Доњецка република, а 19. новембра је изабран за председника другог сазива Народног савета, због чега је уврштен на листу санкција Европске уније.